# Франк де Бур
Франк де Бур (нід. Frank de Boer, нар. 15 травня 1970, Горн, Нідерланди) — нідерландський футболіст, захисник. Після завершення ігрової кар'єри — футбольний тренер. Має брата-близнюка Рональда, який також був професійним футболістом.
Як гравець насамперед відомий виступами за клуби «Аякс» та «Барселона», а також національну збірну Нідерландів.

## Клубна кар'єра
Вихованець футбольної школи клубу «Аякс». Дорослу футбольну кар'єру розпочав 1989 року в основній команді того ж клубу, у якій провів десять сезонів, узявши участь у 328 матчах чемпіонату. Більшість часу, проведеного у складі «Аякса», був основним гравцем захисту команди. За цей час п'ять разів виборював титул чемпіона Нідерландів, ставав триразовим володарем Кубка Нідерландів, триразовим володарем Суперкубка Нідерландів, володарем Кубка УЄФА, переможцем Ліги чемпіонів УЄФА, володарем Суперкубка УЄФА та володарем Міжконтинентального кубка.
Своєю грою за цю команду привернув увагу представників тренерського штабу клубу «Барселона», до складу якого приєднався 1999 року. Відіграв за каталонський клуб наступні чотири сезони своєї ігрової кар'єри. Граючи у складі «Барселони», також здебільшого виходив на поле в основному складі команди.
Згодом з 2003 до 2005 року грав у складі клубів «Галатасарай», «Рейнджерс» та катарського «Ар-Райян».
Завершив професійну ігрову кар'єру в іншому катарському клубі, «Аш-Шамаль», за команду якого виступав протягом 2005—2006 років.

## Виступи за збірну
1990 року дебютував в офіційних матчах у складі національної збірної Нідерландів. Упродовж кар'єри у національній команді, яка тривала 15 років, провів у формі головної команди країни 112 матчів, забивши 13 голів.
У складі збірної був учасником чемпіонату Європи 1992 року у Швеції, чемпіонату світу 1994 року у США, чемпіонату світу 1998 року у Франції, чемпіонату Європи 2000 року у Бельгії і Нідерландах та чемпіонату Європи 2004 року у Португалії.

## Кар'єра тренера
Розпочав тренерську кар'єру невдовзі після завершення кар'єри гравця, 2008 року як тренер молодіжної команди клубу «Аякс».
Паралельно входив до тренерського штабу збірної Нідерландів.
2010 року очолив тренерський штаб команди «Аякс», з якою пропрацював шість років. 2016 року став новим очільником тренерського штабу італійського «Інтернаціонале». Але 1 листопада 2016 через те, що команда знаходилася на дні турнірної таблиці, де Бур був звільнений.
26 червня 2017 року очолив англійський «Крістал Пелес». Проте був звільнений вже через 11 тижнів, після того, як очолювана ним команда не змогла не лише здобути жодного очка у стартових чотирьох матчах чемпіонату, але й забити бодай один гол. Це стало найгіршим стартом сезону в історії Прем'єр-ліги, а звільнення де Бура після лише чотирьох матчів — найшвидшим в історії турніру.
Був головним тренером Збірної Нідерландів з футболу, покинув цю посаду в липні 2021 року після невдалого виступу команди у 1/8 чемпіонату Євро-2020 та поразки від збірної Чехії.
| Дата       | Місто         | Господарі  | Результат             | Гості             | Турнір            | Голи | Примітки |
| ---------- | ------------- | ---------- | --------------------- | ----------------- | ----------------- | ---- | -------- |
| 26-09-1990 | Палермо       | Італія     | 1 – 0                 | Нідерланди        | товариський матч  | -    | 71'      |
| 17-10-1990 | Порту         | Португалія | 1 – 0                 | Нідерланди        | Відбір до ЧЄ 1992 | -    | 74'      |
| 19-12-1990 | Аттард        | Мальта     | 0 – 8                 | Нідерланди        | Відбір до ЧЄ 1992 | -    |          |
| 13-03-1991 | Роттердам     | Нідерланди | 1 – 0                 | Мальта            | Відбір до ЧЄ 1992 | -    | 46'      |
| 05-06-1991 | Гельсінкі     | Фінляндія  | 1 – 1                 | Нідерланди        | Відбір до ЧЄ 1992 | 1    |          |
| 27-05-1992 | Сіттард       | Нідерланди | 3 – 2                 | Австрія           | товариський матч  | -    | 65'      |
| 30-05-1992 | Утрехт        | Нідерланди | 4 – 0                 | Уельс             | товариський матч  | -    | 16'      |
| 18-06-1992 | Гетеборг      | Нідерланди | 3 – 1                 | Німеччина         | ЧЄ 1992           | -    | 61'      |
| 22-06-1992 | Гетеборг      | Нідерланди | 2 – 2 д.ч. (6:7 п.п.) | Данія             | ЧЄ 1992           | -    | 46'      |
| 09-09-1992 | Ейндговен     | Нідерланди | 2 – 3                 | Італія            | товариський матч  | -    | 46'      |
| 23-09-1992 | Осло          | Норвегія   | 2 – 1                 | Нідерланди        | Відбір до ЧС 1994 | -    |          |
| 16-12-1992 | Стамбул       | Туреччина  | 1 – 3                 | Нідерланди        | Відбір до ЧС 1994 | -    | 70'      |
| 24-02-1993 | Утрехт        | Нідерланди | 3 – 1                 | Туреччина         | Відбір до ЧС 1994 | -    | 46'      |
| 24-03-1993 | Утрехт        | Нідерланди | 6 – 0                 | Сан-Марино        | Відбір до ЧС 1994 | -    |          |
| 28-04-1993 | Лондон        | Англія     | 2 – 2                 | Нідерланди        | Відбір до ЧС 1994 | -    |          |
| 09-06-1993 | Роттердам     | Нідерланди | 0 – 0                 | Норвегія          | Відбір до ЧС 1994 | -    | 45'      |
| 22-09-1993 | Болонья       | Сан-Марино | 0 – 7                 | Нідерланди        | Відбір до ЧС 1994 | -    |          |
| 13-10-1993 | Роттердам     | Нідерланди | 2 – 0                 | Англія            | Відбір до ЧС 1994 | -    |          |
| 17-11-1993 | Познань       | Польща     | 1 – 3                 | Нідерланди        | Відбір до ЧС 1994 | -    |          |
| 19-01-1994 | Туніс         | Туніс      | 2 – 2                 | Нідерланди        | товариський матч  | -    |          |
| 23-03-1994 | Глазго        | Шотландія  | 0 – 1                 | Нідерланди        | товариський матч  | -    |          |
| 20-04-1994 | Тілбург       | Нідерланди | 0 – 1                 | Ірландія          | товариський матч  | -    |          |
| 27-05-1994 | Утрехт        | Нідерланди | 3 – 1                 | Шотландія         | товариський матч  | -    |          |
| 01-06-1994 | Ейндговен     | Нідерланди | 7 – 1                 | Угорщина          | товариський матч  | -    | 46'      |
| 12-06-1994 | Торонто       | Канада     | 0 – 3                 | Нідерланди        | товариський матч  | -    |          |
| 20-06-1994 | Вашингтон     | Нідерланди | 2 – 1                 | Саудівська Аравія | ЧС 1994           | -    | 75'      |
| 25-06-1994 | Орландо       | Бельгія    | 1 – 0                 | Нідерланди        | ЧС 1994           | -    |          |
| 29-06-1994 | Орландо       | Марокко    | 1 – 2                 | Нідерланди        | ЧС 1994           | -    |          |
| 04-07-1994 | Ліверпуль     | Нідерланди | 2 – 0                 | Ірландія          | Відбір до ЧЄ 1996 | -    |          |
| 07-09-1994 | Люксембург    | Люксембург | 0 – 4                 | Нідерланди        | Відбір до ЧЄ 1996 | -    |          |
| 12-10-1994 | Осло          | Норвегія   | 1 – 1                 | Нідерланди        | Відбір до ЧЄ 1996 | -    |          |
| 16-11-1994 | Роттердам     | Нідерланди | 0 – 0                 | Чехія             | Відбір до ЧЄ 1996 | -    |          |
| 14-12-1994 | Роттердам     | Нідерланди | 5 – 0                 | Люксембург        | Відбір до ЧЄ 1996 | -    |          |
| 18-01-1995 | Утрехт        | Нідерланди | 0 – 1                 | Франція           | товариський матч  | -    |          |
| 29-03-1995 | Роттердам     | Нідерланди | 4 – 0                 | Мальта            | Відбір до ЧЄ 1996 | -    |          |
| 26-04-1995 | Прага         | Чехія      | 3 – 1                 | Нідерланди        | Відбір до ЧЄ 1996 | -    | 56'      |
| 06-09-1995 | Роттердам     | Нідерланди | 1 – 0                 | Білорусь          | Відбір до ЧЄ 1996 | -    |          |
| 11-10-1995 | Аттард        | Мальта     | 0 – 4                 | Нідерланди        | Відбір до ЧЄ 1996 | -    |          |
| 15-11-1995 | Роттердам     | Нідерланди | 3 – 0                 | Норвегія          | Відбір до ЧЄ 1996 | -    | 14'      |
| 24-04-1996 | Роттердам     | Нідерланди | 0 – 1                 | Німеччина         | товариський матч  | -    |          |
| 31-08-1996 | Амстердам     | Нідерланди | 2 – 2                 | Бразилія          | товариський матч  | -    |          |
| 05-10-1996 | Кардіфф       | Уельс      | 1 – 3                 | Нідерланди        | Відбір до ЧС 1998 | -    |          |
| 09-11-1996 | Ейндговен     | Нідерланди | 7 – 1                 | Уельс             | Відбір до ЧС 1998 | 1    |          |
| 14-12-1996 | Брюссель      | Бельгія    | 0 – 3                 | Нідерланди        | Відбір до ЧС 1998 | -    |          |
| 26-02-1997 | Париж         | Франція    | 2 – 1                 | Нідерланди        | товариський матч  | -    |          |
| 29-03-1997 | Амстердам     | Нідерланди | 4 – 0                 | Сан-Марино        | Відбір до ЧС 1998 | 2    |          |
| 02-04-1997 | Стамбул       | Туреччина  | 1 – 0                 | Нідерланди        | Відбір до ЧС 1998 | -    |          |
| 30-04-1997 | Серравалле    | Сан-Марино | 0 – 6                 | Нідерланди        | Відбір до ЧС 1998 | 1    |          |
| 06-09-1997 | Роттердам     | Нідерланди | 3 – 1                 | Бельгія           | Відбір до ЧС 1998 | -    |          |
| 11-10-1997 | Амстердам     | Нідерланди | 0 – 0                 | Туреччина         | Відбір до ЧС 1998 | -    |          |
| 21-02-1998 | Маямі         | США        | 0 – 2                 | Нідерланди        | товариський матч  | -    |          |
| 24-02-1998 | Маямі         | Мексика    | 2 – 3                 | Нідерланди        | товариський матч  | -    |          |
| 27-05-1998 | Арнем         | Нідерланди | 0 – 0                 | Камерун           | товариський матч  | -    |          |
| 01-06-1998 | Ейндговен     | Нідерланди | 5 – 1                 | Парагвай          | товариський матч  | 1    |          |
| 05-06-1998 | Амстердам     | Нідерланди | 5 – 1                 | Нігерія           | товариський матч  | -    |          |
| 13-06-1998 | Париж         | Нідерланди | 0 – 0                 | Бельгія           | ЧС 1998           | -    |          |
| 20-06-1998 | Марсель       | Нідерланди | 5 – 0                 | Південна Корея    | ЧС 1998           | -    |          |
| 25-06-1998 | Сент-Етьєн    | Нідерланди | 2 – 2                 | Мексика           | ЧС 1998           | -    |          |
| 29-06-1998 | Тулуза        | Нідерланди | 2 – 1                 | Югославія         | ЧС 1998           | -    |          |
| 04-07-1998 | Марсель       | Нідерланди | 2 – 1                 | Аргентина         | ЧС 1998           | -    |          |
| 07-07-1998 | Марсель       | Бразилія   | 1 – 1 д.ч. (4:2 п.п.) | Нідерланди        | ЧС 1998           | -    |          |
| 11-07-1998 | Париж         | Нідерланди | 1 – 2                 | Хорватія          | ЧС 1998           | -    |          |
| 10-10-1998 | Ейндговен     | Нідерланди | 2 – 0                 | Перу              | товариський матч  | -    |          |
| 13-10-1998 | Арнем         | Нідерланди | 0 – 0                 | Гана              | товариський матч  | -    |          |
| 18-11-1998 | Гельзенкірхен | Німеччина  | 1 – 1                 | Нідерланди        | товариський матч  | -    |          |
| 10-02-1999 | Париж         | Португалія | 0 – 0                 | Нідерланди        | товариський матч  | -    |          |
| 31-03-1999 | Амстердам     | Нідерланди | 1 – 1                 | Аргентина         | товариський матч  | -    |          |
| 05-06-1999 | Салвадор      | Бразилія   | 2 – 2                 | Нідерланди        | товариський матч  | -    |          |
| 08-06-1999 | Гоянія        | Бразилія   | 3 – 1                 | Нідерланди        | товариський матч  | -    |          |
| 18-08-1999 | Копенгаген    | Данія      | 0 – 0                 | Нідерланди        | товариський матч  | -    |          |
| 04-09-1999 | Роттердам     | Нідерланди | 5 – 5                 | Бельгія           | товариський матч  | -    |          |
| 13-11-1999 | Ейндговен     | Нідерланди | 1 – 1                 | Чехія             | товариський матч  | -    |          |
| 29-03-2000 | Брюссель      | Бельгія    | 2 – 2                 | Нідерланди        | товариський матч  | -    |          |
| 26-04-2000 | Арнем         | Нідерланди | 0 – 0                 | Шотландія         | товариський матч  | -    |          |
| 27-05-2000 | Амстердам     | Нідерланди | 2 – 1                 | Румунія           | товариський матч  | -    |          |
| 04-06-2000 | Лозанна       | Нідерланди | 3 – 1                 | Польща            | товариський матч  | 1    |          |
| 11-06-2000 | Амстердам     | Нідерланди | 1 – 0                 | Чехія             | ЧЄ 2000           | 1    | 36'      |
| 16-06-2000 | Роттердам     | Данія      | 0 – 3                 | Нідерланди        | ЧЄ 2000           | -    |          |
| 20-06-2000 | Амстердам     | Франція    | 2 – 3                 | Нідерланди        | ЧЄ 2000           | 1    |          |
| 25-06-2000 | Роттердам     | Нідерланди | 6 – 1                 | Югославія         | ЧЄ 2000           | -    |          |
| 29-06-2000 | Амстердам     | Нідерланди | 0 – 0 д.ч. (1:3 п.п.) | Італія            | ЧЄ 2000           | -    |          |
| 02-09-2000 | Амстердам     | Нідерланди | 2 – 2                 | Ірландія          | Відбір до ЧС 2002 | -    |          |
| 07-10-2000 | Нікосія       | Кіпр       | 0 – 4                 | Нідерланди        | Відбір до ЧС 2002 | -    |          |
| 11-10-2000 | Роттердам     | Нідерланди | 0 – 2                 | Португалія        | Відбір до ЧС 2002 | -    |          |
| 15-11-2000 | Севілья       | Іспанія    | 1 – 2                 | Нідерланди        | товариський матч  | 1    |          |
| 28-02-2001 | Амстердам     | Нідерланди | 0 – 0                 | Туреччина         | товариський матч  | -    | 46'      |
| 24-03-2001 | Барселона     | Андорра    | 0 – 5                 | Нідерланди        | Відбір до ЧС 2002 | -    |          |
| 28-03-2001 | Гавань        | Португалія | 2 – 2                 | Нідерланди        | Відбір до ЧС 2002 | -    |          |
| 25-04-2001 | Ейндговен     | Нідерланди | 4 – 0                 | Кіпр              | Відбір до ЧС 2002 | -    |          |
| 02-06-2001 | Таллінн       | Естонія    | 2 – 4                 | Нідерланди        | Відбір до ЧС 2002 | 1    |          |
| 10-11-2001 | Копенгаген    | Данія      | 1 – 1                 | Нідерланди        | товариський матч  | -    | 46'      |
| 13-02-2002 | Амстердам     | Нідерланди | 1 – 1                 | Англія            | товариський матч  | -    | 69'      |
| 27-03-2002 | Роттердам     | Нідерланди | 1 – 0                 | Іспанія           | товариський матч  | 1    |          |
| 19-05-2002 | Фоксборо      | США        | 0 – 2                 | Нідерланди        | товариський матч  | -    |          |
| 21-08-2002 | Осло          | Норвегія   | 0 – 1                 | Нідерланди        | товариський матч  | -    |          |
| 07-09-2002 | Ейндговен     | Нідерланди | 3 – 0                 | Білорусь          | Відбір до ЧЄ 2004 | -    |          |
| 16-10-2002 | Відень        | Австрія    | 0 – 3                 | Нідерланди        | Відбір до ЧЄ 2004 | -    |          |
| 20-11-2002 | Гельзенкірхен | Німеччина  | 1 – 3                 | Нідерланди        | товариський матч  | -    | 46'      |
| 12-02-2003 | Амстердам     | Нідерланди | 1 – 0                 | Аргентина         | товариський матч  | -    |          |
| 29-03-2003 | Роттердам     | Нідерланди | 1 – 1                 | Чехія             | Відбір до ЧЄ 2004 | -    |          |
| 02-04-2003 | Тирасполь     | Молдова    | 1 – 2                 | Нідерланди        | Відбір до ЧЄ 2004 | -    | ЖК       |
| 30-04-2003 | Ейндговен     | Нідерланди | 1 – 1                 | Португалія        | товариський матч  | -    |          |
| 07-06-2003 | Мінськ        | Білорусь   | 0 – 2                 | Нідерланди        | Відбір до ЧЄ 2004 | -    |          |
| 20-08-2003 | Брюссель      | Бельгія    | 1 – 1                 | Нідерланди        | товариський матч  | -    |          |
| 06-09-2003 | Роттердам     | Нідерланди | 3 – 1                 | Австрія           | Відбір до ЧЄ 2004 | -    |          |
| 10-09-2003 | Прага         | Чехія      | 3 – 1                 | Нідерланди        | Відбір до ЧЄ 2004 | -    | 46'      |
| 15-11-2003 | Глазго        | Шотландія  | 1 – 0                 | Нідерланди        | Відбір до ЧЄ 2004 | -    |          |
| 19-11-2003 | Амстердам     | Нідерланди | 6 – 0                 | Шотландія         | Відбір до ЧЄ 2004 | 1    | 46'      |
| 18-02-2004 | Амстердам     | Нідерланди | 1 – 0                 | США               | товариський матч  | -    | 80'      |
| 01-06-2004 | Лозанна       | Нідерланди | 3 – 0                 | Фарерські острови | товариський матч  | -    | 46'      |
| 23-06-2004 | Брага         | Нідерланди | 3 – 0                 | Латвія            | ЧЄ 2004           | -    |          |
| 26-06-2004 | Фару          | Швеція     | 0 – 0 д.ч. (4:5 п.п.) | Нідерланди        | ЧЄ 2004           | -    | 30' 36'  |
| Усього     |               | Матчів     | 112                   |                   | Голів             | 13   |          |

## Титули і досягнення

### Як гравця
- Чемпіон Нідерландів (5):

«Аякс»: 1989-90, 1993-94, 1994-95, 1995-96, 1997-98
- Володар Кубка Нідерландів (3):

«Аякс»: 1992-93, 1997-98, 1998-99
- Володар Суперкубка Нідерландів (3):

«Аякс»: 1993, 1994, 1995
- Чемпіон Іспанії (1):

«Барселона»: 1998-99
- Володар Кубка УЄФА (1):

«Аякс»: 1991-92
- Переможець Ліги чемпіонів УЄФА (1):

«Аякс»: 1994-95
- Володар Суперкубка УЄФА (1):

«Аякс»: 1995
- Володар Міжконтинентального кубка (1):

«Аякс»: 1995
- Бронзовий призер чемпіонату Європи:

 Нідерланди: 1992, 2000, 2004

### Як тренера
- Чемпіон Нідерландів (4):

«Аякс»: 2010-11, 2011-12, 2012-13, 2013-14
- Володар Суперкубка Нідерландів (1):

«Аякс»: 2013